# Božena Pátková
Božena Pátková (4. listopadu 1907 Praha – 19. srpna 1973 Praha) byla česká a československá právnička a politička Československé strany národně socialistické (po roce 1948 Československá strana socialistická) a poslankyněProzatímního Národního shromáždění, Národního shromáždění ČSR a České národní rady.

## Biografie
V letech 1945-1946 byla poslankyní Prozatímního Národního shromáždění za národní socialisty. V parlamentu zasedala do parlamentních voleb v roce 1946.
Během únorového převratu v roce 1948 patřila k frakci loajální vůči Komunistické straně Československa, která v národně socialistické straně převzala moc a proměnila ji na Československou socialistickou stranu coby součást komunistického režimu. Znovu se do zákonodárného sboru vrátila po volbách do Národního shromáždění roku 1948. Setrvala zde do února 1952, kdy se vzdala mandátu. Jako náhradník místo ní nastoupil František Beneš. Do roku 1950 působila jako místopředsedkyně ČSS. Pak byla zatčena. Do politiky se krátce vrátila koncem 60. let. Po federalizaci Československa usedla roku 1969 ještě do České národní rady. Rezignovala roku 1970.
Působila jako advokátka. Publikovala práce v oboru práva i beletrii. Byla švagrovou Vladimíra Clementise.